# Michaela Engelmeier
Pour les articles homonymes, voir Engelmeier.
Michaela Barbara Engelmeier, née le 10 octobre 1960 à Hagen, est une femme politique allemande membre du Parti social-démocrate d’Allemagne (SPD). Elle est également ancienne membre de l’équipe nationale allemande de Judo.

## Formation et carrière professionnelle
Michaela Engelmeier a étudié en économie et détient un diplôme d’éducatrice d’État. Elle a travaillé en tant qu’éducatrice et professeur de judo dans une école spécialisée à Gummersbach et occupe également le poste de Vice-présidente de la Fédération allemande de Judo (Deutscher Judo-Bund). Michaela Engelmeier a été judokate de haut niveau dans la ligue allemande de judo (Judo-Bundesliga) ; et a longtemps fait partie de l’équipe nationale allemande de judo. Elle a deux enfants.

## Politique au niveau local et régional
Depuis 2004, Michaela Engelmeier fait partie du conseil cantonal (Kreistag) d’Oberberg (région de la Rhénanie du Nord-Westphalie). Elle est présidente régionale suppléante du SPD du Mittelrhein et présidente suppléante du SPD du district Oberberg.

## Députée au Bundestag
En 2005, 2009 et 2013, Michaela Engelmeier s’est portée candidate aux élections législatives du Bundestag pour la circonscription d’Oberberg. En 2013, elle a été élue au Bundestag via la liste électorale de Rhénanie du Nord-Westphalie (Nordrhein-Westphalen). Elle est porte-parole du groupe parlementaire SPD au sein de la Commission du Sport, ainsi que membre de la Commission parlementaire pour la Coopération économique et le Développement. Elle fait également partie du Comité directeur du groupe parlementaire SPD.
Michaela Engelmeier a été élue au Comité directeur fédéral du SPD lors du Congrès du SPD à Dresde du 13 au 15 novembre 2009. Elle devint ainsi l’une des 37 membres de ce Comité directeur fédéral et se vit confier le secteur d’activité Enfants, Jeunesse, Sport et Espace rural. En décembre 2011 et décembre 2013, elle fut réélue au premier tour, et ce malgré la réduction du nombre de membres à 26.